# Bald Head Island
Bald Head Island és una població dels Estats Units a l'estat de Carolina del Nord. Segons el cens del 2000 tenia 173 habitants.

## Demografia
Segons el cens del 2000, Bald Head Island tenia 173 habitants, 88 habitatges i 71 famílies. La densitat de població era de 15,6 habitants per km².
Dels 88 habitatges en un 5,7% hi vivien nens de menys de 18 anys, en un 77,3% hi vivien parelles casades, en un 3,4% dones solteres, i en un 19,3% no eren unitats familiars. En el 18,2% dels habitatges hi vivien persones soles el 3,4% de les quals corresponia a persones de 65 anys o més que vivien soles. El nombre mitjà de persones vivint en cada habitatge era d'1,97 i el nombre mitjà de persones que vivien en cada família era de 2,17.
Per edats la població es repartia de la següent manera: un 5,8% tenia menys de 18 anys, un 1,2% entre 18 i 24, un 11% entre 25 i 44, un 63,6% de 45 a 60 i un 18,5% 65 anys o més.
L'edat mediana era de 56 anys. Per cada 100 dones de 18 o més anys hi havia 101,2 homes.
La renda mediana per habitatge era de 62.083 $ i la renda mediana per família de 56.964 $. Els homes tenien una renda mediana de 51.250 $ mentre que les dones 35.000 $. La renda per capita de la població era de 45.585 $. Entorn del 10,8% de les famílies i el 10,3% de la població estaven per davall del llindar de pobresa.

## Poblacions més properes
El següent diagrama mostra les poblacions més properes.